# Route 10 (Uruguay)
Pour les articles homonymes, voir Route 10.
La route 10 (espagnol : ruta 10) est l'une des routes nationales de l'Uruguay.  Elle traverse les départements de Canelones, Maldonado, Rocha et se caractérise par le fait d'être une route qui longe la côte de ces départements.
Par la loi 15497 du 9 décembre 1983, cette route a été désignée sous le nom de « Juan Díaz de Solís » en l'honneur du navigateur espagnol.

## Caractéristiques
Elle est étroite, pas toujours bien pavée ni balisée, et en 2015, elle est brusquement interrompue au nord-est à hauteur de la Laguna de Rocha, principalement pour des raisons écologiques et au sud-ouest par la rambla Antonio Williman à Punta del Este, pour se poursuivre dans une partie de Canelones. En chemin, elle offre des vues panoramiques sur la campagne, les palmeraies, les zones humides et les plages.

## Parcours
Il s'agit d'une route à itinéraire discontinu.

### Département de Canelones
Dans ce département, le tracé de la route 10 correspond à la Rambla Costanera de Ciudad de la Costa, celle-ci étant à son tour la continuation de la Rambla de Montevideo. Ce tronçon atteint l'Avenida Pérez Butler à El Pinar.
Une autre section de ce département traverse les stations balnéaires de Neptunia, Pinamar, Salinas et Marindia. Ce tronçon commence sur la route Interbalnearia à hauteur du péage de Pando et sert d'accès à la station balnéaire connue sous le nom de Remanso de Neptunia, traverse l'arroyo Tropa Vieja et entre dans Pinamar, puis s'approche de la côte et devient une promenade jusqu'à atteindre l'avenue Julieta à Salinas, ce tronçon culminant sur l'avenue De las Sierras à Marindia.

### Département de Maldonado
Dans ce département, la route commence dans la station thermale Solis, dans la rue Sauce, bien qu'il y ait un lien avec la route Interbalnearia par cette rue et l'Avenida Barreira. Depuis cette station balnéaire, la route longe la côte en traversant Bella Vista, Las Flores, Playa Verde, Playa Hermosa, Playa Grande et se transforme en Rambla de los Argentinos en arrivant à Piriápolis. Depuis le rond-point de cette station balnéaire, elle continue vers l'est sous le nom d'avenue Piria, puis de Rambla de los Ingleses jusqu'à la plage de San Francisco, où ce tronçon se termine.
Le tronçon suivant commence à Solanas dans le prolongement de la route 93 et coïncide avec la route Interbalnearia vers Laguna del Diario. À partir de là, la route 10 devient la Rambla Claudio Wiliman et entre dans la région de Punta del Este, en bordure de la célèbre et vaste Playa Mansa. Elle longe ensuite la péninsule par la Rambla Artigas et continue vers l'est par la Rambla Lorenzo Batlle Pacheco, parallèlement à Playa Brava, jusqu'à ce qu'elle traverse le ruisseau Maldonado et entre dans La Barra. De là, il continue parallèlement à la côte jusqu'à la Laguna Garzón, où se termine ce tronçon.
Jusqu'en décembre 2015, la traversée de la route 10 sur la Laguna Garzón (limite entre les départements de Maldonado et Rocha), se faisait à bord d'un radeau, ce qui permettait le transport de véhicules et de personnes entre les deux rives de la lagune, bien qu'en septembre 2014 ait commencé la construction d'un pont sur la lagune, qui a été achevé et inauguré le 22 décembre 2015,,.

### Département de Rocha
Elle commence sur la rive orientale de la Laguna Garzón et longe la côte de Rocha, reliant les principales stations balnéaires de ce département, dont La Paloma, La Pedrera, Cabo Polonio et Aguas Dulces. Ce tronçon se termine sur la route 16 aux accès de la station balnéaire d'Aguas Dulces. À hauteur de Laguna de Rocha, la route 10 s'enfonce dans les terres jusqu'à disparaître complètement parmi les dunes de sable qui bordent le parc national du lac Laguna de Rocha, rendant impossible le passage de tout véhicule autre qu'un 4X4.